# 包扬谢涅
包扬谢涅（匈牙利語：Bajánsenye，匈牙利語發音：[ˈbɒjaːnʃɛɲɛ]）是匈牙利沃什州所辖的一个村，总面积21.85平方公里，总人口487，人口密度22.3人/平方公里（2010年1月1日）。